# 리히텐슈타인의 지방자치체

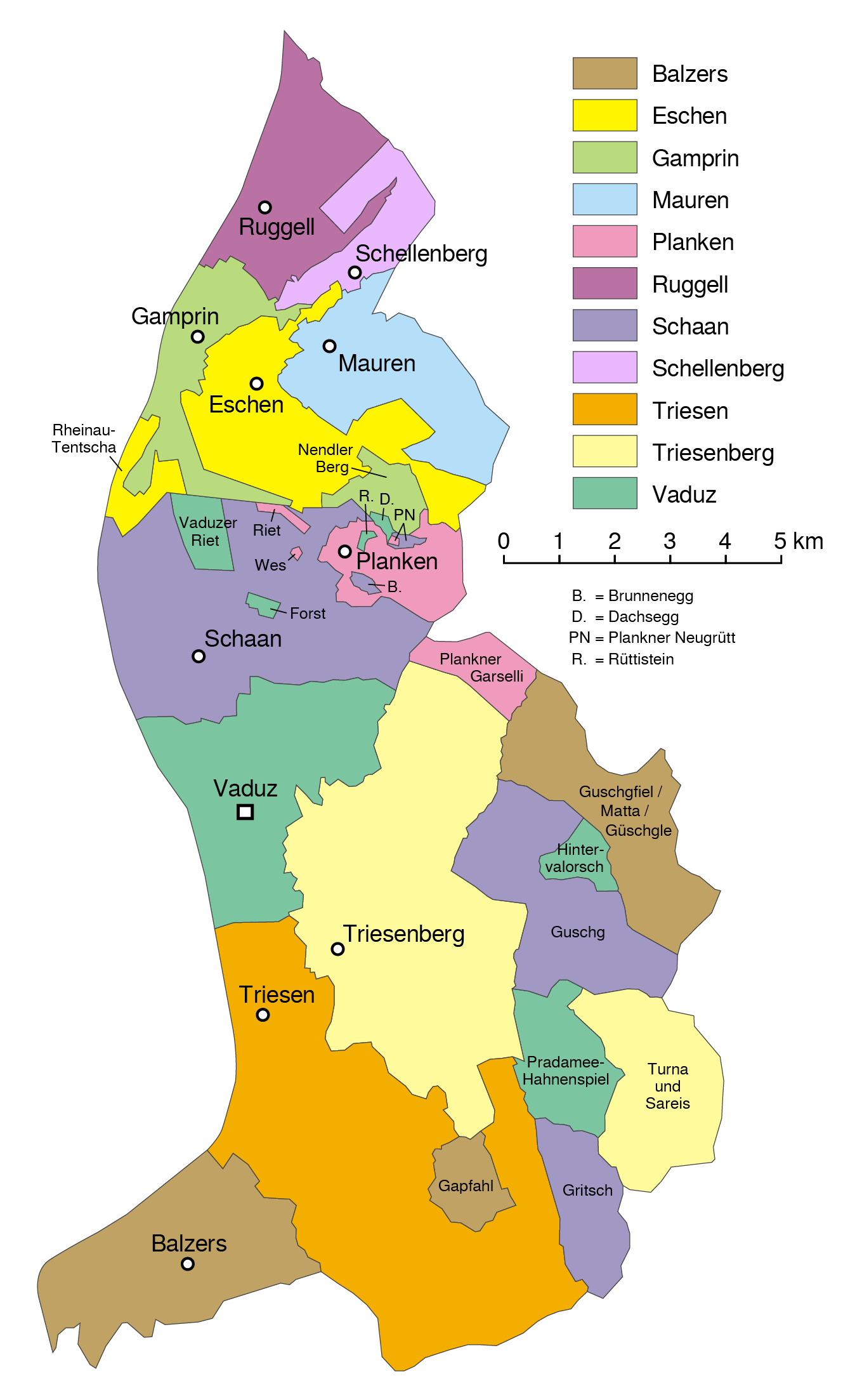
리히텐슈타인의 행정 구역

리히텐슈타인은 11개 지방자치체(독일어: Gemeinde 게마인데[*], 복수형: Gemeinden 게마인덴[*])로 구성되어 있다. 이 가운데 5개 지방자치체는 운터란트(Unterland, 저지(低地)) 선거구, 6개 지방자치체는 오버란트(Oberland, 고지(高地)) 선거구에 속한다.

## 지방자치체 목록
- 오버란트 (Oberland)
  - 샨 (Schaan)
  - 트리젠 (Triesen)
  - 트리젠베르크 (Triesenberg)
  - 발처스 (Balzers)
  - 파두츠 (Vaduz)
  - 플랑켄 (Planken)
- 운터란트 (Unterland)
  - 에셴 (Eschen)
  - 감프린 (Gamprin)
  - 셸렌베르크 (Schellenberg)
  - 마우렌 (Mauren)
  - 루겔 (Ruggell)

## 같이 보기
- ISO 3166-2:LI